# Кречмар, Михаил Арсеньевич
Михаи́л Арсе́ньевич Кре́чмар (род. 2 июня 1962, Ленинград) — российский зоолог, охотовед, писатель, режиссёр-документалист и журналист Дальнего Востока России. Кандидат биологических наук. С января 2010 по март 2012 года являлся заместителем директора по научной работе ФГУ «Государственный природный биосферный заповедник «Кедровая Падь», старшим государственным инспектором Российской Федерации по охране территории заповедника. В марте 2012 года назначен главным редактором журнала «Основной инстинкт. Охота и рыбалка по всему миру», с сентября 2012 года переименованного в «Русский охотничий журнал». Автор ряда научных трудов и монографий по таксономии, поведению и экологии млекопитающих. Ведущий цикла передач «Оружейные дома мира» на телеканале «Охота и рыбалка». С 2012 года проживает и работает в Москве.

## Биография
Михаил Кречмар родился в Ленинграде 2 июня 1962 года. В возрасте 14 лет вместе с родителями — Арсением Кречмаром и Галиной Кречмар — переехал в Магадан, где окончил школу в 1979 году, после чего сменил три института и в 1990 г. окончил Всесоюзный сельскохозяйственный институт заочного образования (ВСХИЗО), написав дипломную работу «Поведение бурого медведя и его экологические аспекты на Северо-Востоке Сибири».
Через четыре года Кречмар поступает в аспирантуру Государственного Университета Аляски (в городе Фэрбенкс) по специальности «Менеджмент популяций диких животных» (гризли) и спустя три года, в 1997 г. проходит защиту на соискание учёной степени кандидата биологических наук в Московском государственном университете им. Ломоносова по теме «Экология бурого медведя (Ursus arctos) на Крайнем Северо-Востоке Сибири».
Научная деятельность Кречмара продолжается в Институте биологических проблем Севера ДВО РАН в Магадане, где он работает с 1983 по 2001 год. Одновременно он активно занимается природоохранной и краеведческой журналистикой, снимает научно-популярные документальные фильмы на студии ГТРК «Магадан» о севере и истории его освоения. После 17 лет работы Кречмар покидает институт и начинает заниматься организацией экстремальных коммерческих экспедиций, а после переезжает во Владивосток и начинает работать координатором по особо охраняемым видам Дальневосточного отделения Всемирного фонда дикой природы (WWF).
Однако по прошествии трех лет, в 2004 Михаил вновь возвращается к организации экспедиций на севере и востоке России, а также активно занимается журналистикой, публикует восемь книг — как научно-популярных, так и художественных. В 2010 году уходит на государственную службу и становится заместителем директора ФГУ «Государственный природный биосферный заповедник „Кедровая Падь“» по научным вопросам. Однако в марте 2012 года оставляет эту должность и становится главным редактором журнала «Основной инстинкт».
В течение многих лет М. Кречмар (под ником kiowa) является бессменным модератором раздела «Охота» оружейного портала Guns.ru.

## Мировоззрение
В кругах экологов и зоологов Дальнего Востока Михаил Кречмар известен своей непримиримой позицией по многим вопросам. Выступает противником гипотезы уничтожения четвертичной мегафауны под влиянием антропогенного пресса.

## Семья
- Дед — Василий Августович Кречмар — профессор математики, основатель и первый заведующий кафедрой высшей математики в Военно-воздушной академии, преподаватель Ленинградского университета.
  - Отец — Арсений Васильевич Кречмар — зоолог и фотограф.

### Научно-популярные книги[8]
- 2005 — «Мохнатый бог». Издательство: Бухгалтерия и банки, формат 70×100/16, тв. переплёт, меловка, полноцвет, 352 с., тираж 5000 экз., ISBN 5-902479-01-0
  - 2014 — 2-е издание, перераб. и доп. Серия: Библиотека «Русского охотничьего журнала». Издательство: Бухгалтерия и банки, формат крупный 60×90/8, тв. переплёт, меловка, полноцвет, 368 с., тираж 1060 экз., ISBN 978-5-902479-25-3
  - 2020 — 3-е издание (ч/б, без фото, текст по 2-му изданию). Серия: Библиотека «Русского охотничьего журнала». Издательство: Бухгалтерия и банки, формат 70×100/16, тв. переплёт, 440 с., тираж 1000 экз., ISBN 978-5-902479-37-6
- 2007 — «Книга путешественника, или Дзэн-туризм». Издательство: Бухгалтерия и банки, формат сверхкрупный 70×100/8, тв. переплёт, меловка, полноцвет, 384 с., тираж 2000 экз., ISBN 978-5-902479-03-1
- 2008 — «Полосатая кошка, пятнистая кошка». Издательство: Бухгалтерия и банки, формат 70×100/16, тв. переплёт, меловка, полноцвет, 416 с., тираж 2000 экз., ISBN 978-5-902479-06-2
- 2010 — «Север и оружие». Издательство: Бухгалтерия и банки, формат 70×100/16, тв. переплёт, 320 с. ч/б + 16 с. полноцветн. вклейка на меловке, тираж 1000 экз., ISBN 978-5-902479-15-4
  - 2014 — 2-е издание (изменения в оформлении). Серия: Библиотека «Русского охотничьего журнала». Издательство: Бухгалтерия и банки, формат 70×100/16, мягкая обложка, 328 с. ч/б, тираж 1000 экз., ISBN 978-5-902479-24-6
  - 2017 — 3-е издание (изменения в оформлении). Издательство: Бухгалтерия и банки, формат 70×100/16, тв. переплёт, 312 с. ч/б + 16 с. полноцветн. вклейка на меловке, тираж 300 экз., ISBN 978-5-902479-32-1
- 2012 — «Большая охота». Издательство: Бухгалтерия и банки, формат 70×100/16, тв. переплёт, 400 с. ч/б + 24 с. полноцветн. (3 вклейки) на меловке, тираж 1060 экз., ISBN 978-5-902479-19-2
  - 2015 — 2-е издание (изменения в оформлении). Серия: Библиотека «Русского охотничьего журнала». Издательство: Бухгалтерия и банки, формат 70×100/16, мягкая обложка, 400 с. ч/б, тираж 300 экз., ISBN 978-5-902479-26-0
- 2014 — «Сибирская книга». Издательство: Бухгалтерия и банки, формат 70×100/16, тв. переплёт, 416 с. ч/б, тираж 3100 экз., ISBN 978-5-902479-23-9. (В 2017 году книга была выдвинута и вошла в «длинный список» научно-популярной литературной премии «Просветитель»).
  - 2021 — 2-е издание, доп. Серия: Библиотека «Русского охотничьего журнала». Издательство: Русский охотничий журнал, формат 70×100/16, тв. переплёт, 432 с., тираж 2000 экз., ISBN 978-5-6045468-1-9
- 2021 — «Выбор оружия». Серия: Библиотека «Русского охотничьего журнала». Издательство: Русский охотничий журнал, формат 70×100/16, тв. переплёт, меловка, полноцвет, 536 с., тираж 1000 экз., ISBN 978-5-6045468-0-2
- 2023 — «Мохнатый „бог“, шалун, убийца». Серия: Библиотека «Русского охотничьего журнала». Издательство: Русский охотничий журнал, формат 70×100/16, тв. переплёт, меловка, полноцвет, 560 с., тираж 2000 экз., ISBN 978-5-6045468-5-7. По отношению к ранее издававшемуся «Мохнатому богу» эта книга является самостоятельной работой, более чем наполовину состоящей из новой информации и её анализа.
- 2023 — «Книга путешественника». Серия: Библиотека «Русского охотничьего журнала». Издательство: Русский охотничий журнал, формат 70×100/16, тв. переплёт, меловка, полноцвет, 608 с., тираж 2000 экз., ISBN 978-5-6045468-0-2. По сравнению с ранее издававшейся «Книгой путешественника» эта книга полностью переработана и является самостоятельным изданием.
- 2025 — «Дикие животные: опасные и неопасные». Серия: Библиотека «Русского охотничьего журнала». Издательство: Русский охотничий журнал, формат 60×90/16, мягкая обложка, меловка, полноцвет, 276 с., тираж 3000 экз., ISBN 978-5-6045468-3-3

### Художественная литература
- 2004 — «Бомбист и победитель» // Дальний Восток. 2004. № 4.
- 2006 — «Естественная история» // Дальний Восток. 2006. № 1.
- 2007 — «Жёсткая посадка». Издательство: Бухгалтерия и банки, формат 70×100/32 (покетбук), мягкая обложка, 288 с., тираж 3000 экз., ISBN 978-5-902479-04-8
- 2009 — «Центр мира». Издательство: Бухгалтерия и банки, формат 70×100/32 (покетбук), мягкая обложка, 368 с., тираж 1000 экз., ISBN 978-5-902479-12-3
- 2010 — «Насельники с Вороньей реки» (сборник). Издательство: Бухгалтерия и банки, формат 70×100/32 (покетбук), мягкая обложка, 240 с., тираж 1000 экз., ISBN 978-5-902479-14-7
- 2011 — «Хроники разрушенного берега» (сборник). Издательство: Бухгалтерия и банки, формат 70×100/32 (покетбук), мягкая обложка, 232 с., тираж 1000 экз., ISBN 978-5-902479-17-8
- 2011 — «Про охотника Фому» // От Москвы до самых до окраин: Антология. М.: НИЦ «Академика». 2011. ISBN 978-5-4225-0042-0
- 2016 — «Береговой клиф». Серия: Библиотека «Русского охотничьего журнала». Издательство: Бухгалтерия и банки, формат 70×100/16, тв. переплёт, 360 с. ч/б, тираж 1000 экз., ISBN 978-5-902479-28-4
- 2016 — «Большой побег». Серия: Библиотека «Русского охотничьего журнала». Издательство: Бухгалтерия и банки, формат 70×100/16, тв. переплёт, 328 с. ч/б, тираж 1100 экз., ISBN 978-5-902479-30-7
- 2019 — «Стрелки медвежьего берега». Серия: Библиотека «Русского охотничьего журнала». Издательство: Бухгалтерия и банки, формат 70×100/16, тв. переплёт, 224 с. ч/б, тираж 1000 экз., ISBN 978-5-902479-36-9
- 2022 — «Заповедник». Серия: Библиотека «Русского охотничьего журнала». Издательство: Русский охотничий журнал, формат 70×100/16, тв. переплёт, 304 с. ч/б, тираж 2000 экз., ISBN 978-5-6045468-2-6
- 2025 — «Книга выживших». Серия: Библиотека «Русского охотничьего журнала». Издательство: Русский охотничий журнал, формат 70×100/16, в. переплёт, 276 с. ч/б, тираж 3000 экз., ISBN 978-5-6045468-4-0

### Научные труды
- Чернявский Ф. Б., Аксенов В. В., Кречмар М. А. Распространение и численность дикого северного оленя на Чукотке. В: Экология, использование и охрана диких копытных. М. 1989.
- Кречмар М. А. Случаи агрессии бурого медведя по отношению к человеку на северо-востоке Сибири и некоторые закономерности их проявления. В: Медведи России и прилегающих стран – состояние популяций: В 2 ч. Ч. 1: Материалы VI Совещания специалистов, изучающих медведей. Центрально-лесной заповедник, Тверская обл., 6-11 сент. 1993.
- Кречмар М. А., Аксёнов В. В. Экологические аспекты поведения дикого северного оленя на Чукотке. В: Экология и физиология северного оленя. Владивосток. Дальнаука. 1993.
- Чернявский Ф. Б., Кречмар М. А. Крупные наземные млекопитающие окрестностей озера Эльгыгытгын. В: Природа впадины озера Эльгыгытгын (проблемы изучения и охраны). Магадан: ИБПС ДВО РАН. 1993. ISBN 5-7442-0496-2
- Чернявский Ф. Б., Кречмар М. А. Таксономия и история бурого медведя (U. Arctos) Берингии. Зоол. Ж., т. 82. № 4. С. 534–541. 2003. ISSN 00445134
- Кречмар М. А. Географические аспекты питания бурого медведя Ursus arctos L. на крайнем северо-востоке Сибири. Экология. № 6. С. 465. 1995. ISSN 03670597

Монографии:
- Медведи. М.: Наука 1993. Авторство в коллективной монографии под редакцией И.Честина и М.Вайсфельда. ISBN 5-02-003567-X
- Экология бассейна реки Амгуэма (Чукотка). Ч.1. Владивосток. 1993. Авторство в коллективной монографии под редакцией Д.Бермана. ISBN 5-7442-0421-0
- Чернявский Ф. Б., Кречмар М. А. Бурый медведь (Ursus arctos L.) на северо-востоке Сибири. Магадан, СВНЦ, 2001. ISBN 5-94729-005-7
- Far East of Russia. McKinleyville, CA: Daniel & Daniel Publishers, 2003. Авторство в коллективной монографии под редакцией Josh Newell. ISBN 1-880284-76-6

## Фильмография
- 1999—2001 — автор и ведущий программы «Природа Севера» (ГТРК «Магадан»);
- 2000—2001 — автор и режиссёр проекта «Берег сокровищ», включающего в себя 3 фильма «Берег сокровищ», «Последние Берега», «Береговое Братство» — документальные фильмы о природе Охотского побережья (общий хронометраж — 93 мин.). Первый фильм серии «Берег Сокровищ» получил Гран-При телефестиваля «Теле-Эко» в Южно-Сахалинске (2001).
- В 2002 году на студии ГТРК «Магадан» был начат новый проектный цикл «Живые алмазы Российского Севера». Первый фильм цикла получил призы на фестивалях в Нижнем Новгороде (2003) и Тюмени (2004), где автор был назван лучшим режиссёром.
- С 2020 года  — ведущий цикла передач «Оружейные дома мира» на телеканале «Охота и рыбалка».